# شهرستان فنترس (تنسی)
شهرستان فنترس، تنسی (به انگلیسی: Fentress County, Tennessee) یک سکونتگاه مسکونی در ایالات متحده آمریکا است که در تنسی واقع شده‌است.

## خصوصیات
شهرستان فنترس ۱٬۲۹۲ کیلومترمربع مساحت دارد.